# 贝利韦
贝利韦，是西班牙加泰罗尼亚塔拉戈纳省的一个市镇。总面积8平方公里，总人口1400人（2001年），人口密度175人/平方公里。